# جان رابینسون (اسقف لندن)
جان رابینسون (انگلیسی: John Robinson; ۷ نوامبر ۱۶۵۰ – ۱۱ آوریل ۱۷۲۳) اسقف، کشیش، و دیپلمات اهل بریتانیا بود.

## زندگی
رابینسون در کلیزبی، یورکشایر شمالی، در نزدیکی دارلینگتون، به دنیا آمد. او که در کالج بریزنوز،آکسفورد آکسفورد تحصیل کرد، عضو کالج اوریل شد و در حدود سال ۱۶۸۰ کشیش سفارت بریتانیا در استکهلم شد. او نزدیک به سی سال در سوئد ماند. در زمان غیبت  فیلیپ وارویک، رابینسون به عنوان مقیم و فرستاده فوق‌العاده عمل می‌کرد و از این رو در دوره‌ای بسیار مهم در سوئد بود و در زمانی که امور شمال اروپا مورد توجه مردم قرار داشت، به انجام وظایف دیپلماتیک می‌پرداخت.
از جمله ماجراجویی های او که کمترین توجه را داشت، سفر او به ناروا با شارل دوازدهم در سال ۱۷۰۰ بود.

## نوشته ها
رابینسون گزارشی از سوئد به همراه گزیده ای از تاریخ آن پادشاهی نوشت. این اثر به فرانسوی ترجمه شد (در آمستردام، ۱۷۱۲)، و در سال ۱۷۳۸ در دانمارک نیز منتشر شد. برخی از نامه های او در میان مقالات استرافورد در موزه بریتانیا هستند.